# Malagund, Hangal
Malagund là một làng thuộc tehsil Hangal, huyện Haveri, bang Karnataka, Ấn Độ.